# Cattedrale di Calapan
La Cattedrale di Calapan, nota anche come Cattedrale di Gesù Bambino, (in filippino: Katedral ng Santo Niño, Katedral ng Banal na Sanggol) è una chiesa cattolica sita nella città di Calapan, in Oriental Mindoro, Filippine, ed è la cattedrale della Vicariato apostolico di Calapan.